# Afronurus mindanaoensis
Afronurus mindanaoensis is een haft uit de familie Heptageniidae. De wetenschappelijke naam van de soort is voor het eerst geldig gepubliceerd in 2011 door Dietrich Braasch.
De soort komt voor in het Oriëntaals gebied. Het holotype werd in 1996 verzameld op de berg Aktuuganon op het Filipijnse eiland Mindanao, op 1050 m hoogte.